# Фрёбелевское общество
Фрёбелевские общества — общества деятелей дошкольного воспитания, ставившие целью распространение системы Фридриха Фрёбеля.

## История
Спустя несколько лет после смерти Фридриха Фрёбеля, в 1859 году в Берлине было создано первое Фрёбелевское общество. Одним из его видных деятелей стала Лина Моргенштерн, которая уже в 1860 году издала первый немецкий учебник по методу Фрёбеля: «Das Paradies der Kindheit». В Лондоне также было создано Фрёбелевское общество.
В России Фрёбелевские общества стали создаваться в 1870-х годах в ряде крупных городов — Санкт-Петербурге, Киеве, Харькове, Одессе, Тбилиси. В первую очередь они учреждали платные фрёбелевские педагогические курсы для подготовки воспитательниц (как постоянные (одно- трёхгодичные), так и временные, летние. Для улучшения семейного воспитания детей общества и курсы организовывали публичные лекции.
Российские педагоги (П. Ф. Каптерев, А. М. Калмыков и др.) осознавали вред догматического восприятия и механического перенесения в Россию фрёбелевской системы в целом и, не отрицая творческих идей детского сада Фрёбеля, разрабатывали их на основе педагогических идей российских педагогов: К. Д. Ушинского, П. Ф. Лесгафта, Е. Н. Водовозовой, Е. И. Конради, А. С. Симонович и др.:

Наши «детинцы», «приюты», сельские сады положительно не могут и не должны быть «Фребелевскими», с их скрупулёзной организацией; они должны быть проще, семейнее и, главное, ближе к условиям нашей народной жизни и обычаям
— Бобровская Е. Сущность системы Фребеля… (цит. по Указатель книг по вопросам воспитания и обучения. — М., 1906. — С. 21.

## Санкт-Петербургское фрёбелевское общество
Петербургское Фрёбелевское общество было учреждено в 1871 году по инициативе Паулины Карловны Задлер (дочь врача, действительного статского советника К. К. Задлера, жена К. А. Раухфуса) и Е. А. Вертер — выпускницы семинарии для учительниц и детских садовниц в Готе (Германия). Группа из 22 лиц, при деятельном участии И. И. Паульсона и К. А. Раухфуса (мужа П. К. Задлер), которые ещё в 1869 году создали педагогический кружок, выработали проект устава общества, утверждённый 28 мая 1871 года (2-я редакция — 5 февраля 1877 года). Членами-учредителями стали: И. И. Паульсон, К. А. Раухфус, П. К. Задлер, К. К. Задлер, А. С. Воронов, Ф. К. Вульф, Ф. Ф. Герман, К. К. Грот, Ф. Я. Карелл, К. И. Люгебиль, С. А. Люгебиль, К. И. Май, Е. А. Маркевич, А. К. Наук, И. Т. Осинин, К. А. Риттер, П. Г. Редкин, П. П. Семёнов-Тянь-Шанский, граф Г. А. Строганов, К. А. Треборн, В. М. Юргенсон. Под своё покровительство его взяла вел. княгиня Екатерина Михайловна. Первым председателем общества стал П. Г. Редкин.
Целью учреждения общества было «посредством распространения воспитательных идей Фребеля возбуждать и поддерживать в семействах интерес к рационализации воспитания детей и тем самым содействовать улучшению воспитания вообще». Для этого 1 февраля 1872 года в помещении Александровской женской гимназии (с 1875 года — в Михайловском дворце, с 1896 года — в помещении на Малой Итальянской улице) открылись специальные педагогические курсы (сначала одногодичные, с 1878 года — двухгодичные) для приготовления детских садовниц (с годовой платой 30 рублей) с двумя образцовыми бесплатными народными детскими садами: в зимнем саду ежегодно воспитывалось от 50 до 120 детей в возрасте от 4 до 8 лет; летний народный детский сад (в 1894—1898 гг. — на «Прудках», а с 1899 г. — в Таврическом саду) в течение трёх летних месяцев посещали в день до 200 детей в возрасте от 4 до 12 лет, за месяц — до 8000 детей беднейших классов населения. За первое десятилетие на курсах была подготовлена 181 слушательница.
С 1907 года на Фребелевских курсах в течение трёх лет стали готовить руководителей детских садов и преподавателей средних учебных заведений (обоего пола); председателем педагогического совета был избран С. И. Шохор-Троцкий. При курсах 21 сентября 1909 года была открыта начальная четырёхклассная школа для детей из малообеспеченных семей.
Общество с 1877 года стало устраивать бесплатные детские праздники, имеющие задачей доставлять детям полезные для физического и умственного развития развлечения, а в летнее время — снаряжать в окрестности города экскурсии. С 1896 года в открытой по инициативе Н. А. Нечаева детской летней колонии, общество содержало от 50 до 100 детей, нуждающихся в поправлении здоровья. В 1895 году была открыта школа для обучения нянь, в которую принимались девушки от 14 лет (позже — от 12), окончившие курс городской школы. В 1899 году был открыт Платный детский сад, который стал важным источником доходов общества.
Общество устраивало публичные лекции и чтения, посвященные вопросам первоначального воспитания, издавало журнал, в котором знакомило с состоянием первоначального образования в России и за границей. С 1878 года общество ежегодно назначало премии за лучшие рассказы для детей детского возраста (до 7 лет), которые издавались за счёт общества пятитысячным тиражом; к 1901 году было представлено на конкурс до 2000 рассказов.
В 1907 году детский сад, Фрёбелевские курсы, школа нянь и платный детский сад переехали в помещение в Эртелевом переулке, д. 12; с 1914 года у них появился новый адрес: Греческий проспект, 13.
В 1915 году в Петроградском фрёбелевском обществе состоял 121 действительный член.

## Киевское фрёбелевское общество
Основанное в 1908 году в Киеве фрёбелевское общество начало свою деятельность устройством Фрёбелевского педагогического института с трёхгодичным обучением для подготовки воспитательниц, который «по мысли учредителей представляет собою высшую специальную педагогическую школу для теоретической и практической подготовки к педагогической деятельности в особенности на арене дошкольного воспитания». Единое педагогическое целое с ним составили педагогические и психологические лаборатории, опорные детские сады и детский приют для грудных младенцев и детей до трёхлетнего возраста.

## Судьба общества
После Октябрьской революции 1917 года фрёбелевские общества в России прекратили существование. Петроградские фрёбелевские курсы были преобразованы в институт дошкольного образования, а Киевский фрёбелевский институт — в институт народного образования.